# Liste des principaux mouvements des escadres françaises entre 1778 et 1783
Pendant la guerre entre le royaume de France et la Grande-Bretagne, après la signature du traité d'alliance de 1778 pour soutenir l'indépendance des États-Unis, la Marine royale a participé à de nombreux combats sur mer, dans l'océan Atlantique et l'océan Indien, jusqu'à l'annonce de la paix, le 28 juin 1783. La paix entre la France et la Grande-Bretagne est signée à Versailles, le 3 septembre 1783. Le traité de Paris signé le même jour entre la Grande-Bretagne et les États-Unis d'Amérique reconnaît l'indépendance des États-Unis.

## Mouvements principaux des escadres françaises
| Principaux mouvements de la Marine royale | Principaux mouvements de la Marine royale | Principaux mouvements de la Marine royale     | Principaux mouvements de la Marine royale | Principaux mouvements de la Marine royale                                               | Principaux mouvements de la Marine royale |
| Année                                     | Port                                      | Chef d'escadre                                | Durée                                     | Nombre de vaisseaux                                                                     | Principaux combats |
| ----------------------------------------- | ----------------------------------------- | --------------------------------------------- | ----------------------------------------- | --------------------------------------------------------------------------------------- | --- |
| 1778                                      | Brest                                     | comte d'Orvilliers                            | 8 juillet-1er août                        | 32 vaisseaux                                                                            | Bataille d'Ouessant |
| 1778                                      | Brest                                     | comte d'Orvilliers                            | 17 août-19 septembre                      |                                                                                         | En croisière. |
| 1778                                      | Brest                                     | Louis-Philippe de Vaudreuil                   | 25 décembre -                             | 2 vaisseaux, 2 frégates et quelques corvettes et une douzaine de bâtiments de transport | Il est sur le Fendant pour amener la troupe commandée par le duc de Lauzun, « colonel du corps des volontaires étrangers de la Marine », qui s'est emparée le 30 janvier 1779 de fort Saint-Louis au Sénégal, puis continue aux Antilles où il arrive le 26 avril et renforce l'escadre du comte d'Estaing. |
| 1778                                      | Toulon                                    | comte d'Estaing                               | 13 avril -                                | 12 vaisseaux 5 frégates                                                                 | Échec devant Newport, en août 1778. Bataille de Sainte-Lucie, le 15 décembre, mais il laisse partir l'escadre de Samuel Barrington, l'île est reprise par les Anglais le 30 décembre. |
| 1778                                      | Toulon                                    | Louis de Fabry de Fabrègues                   | 26 juillet-28 octobre                     | 5 vaisseaux 2 frégates                                                                  | Protection de la Corse et du commerce. |
| 1779                                      | Rochefort                                 | comte de Grasse                               | 14 janvier-                               | 4 vaisseaux 1 cotre                                                                     | Renforts pour les Antilles pour l'escadre du comte d'Estaing. |
| 1779                                      | Rochefort                                 | La Motte-Picquet                              | 1er mai-                                  | 5 vaisseaux                                                                             | Renforts pour les Antilles pour l'escadre du comte d'Estaing. |
| 1779                                      | Brest                                     | comte d'Orvilliers                            | 3 juin-14 septembre                       | 30 vaisseaux                                                                            | Campagne dans la Manche avec l'armada espagnole commandée par l'amiral Córdova, tentative inaboutie de débarquement en Angleterre. |
| 1779                                      | Antilles                                  | comte d'Estaing                               | 6 juillet-18 octobre                      | 25 vaisseaux                                                                            | Bataille de la Grenade mais laisse la flotte anglaise se retirer vers l'île Saint-Christophe Participe avec 20 vaisseaux au siège de Savannah en septembre-octobre : échec. Deux escadres restent à la Martinique et Saint-Domingue, le reste rentre en France. |
| 1779                                      | Antilles                                  | La Motte-Picquet                              | 18 décembre                               | 4 vaisseaux                                                                             | Bataille de la Martinique, le 18 décembre 1779 contre l'amiral anglais Hyde-Parker. |
| 1780                                      | Brest                                     | Antoine Hilarion de Beausset                  | 13 janvier - 13 février                   | 4 vaisseaux                                                                             | Avec une flotte espagnole de 20 vaisseaux ramenée de Brest par le lieutenant général Miguel Gastón, la flotte combinée arrive trop tard pour intercepter l'amiral Rodney qui force le blocus espagnol de Gibraltar et y débarque un convoi de ravitaillement ; en revenant de Gibraltar, l'escadre anglaise de Digby poursuit un convoi français destiné à l'Inde, commandé par du Chilleau de la Roche, et en capture une partie,. |
| 1780                                      | Brest - Cadix                             | comte de Guichen                              | 2 février-30 octobre                      | 16 vaisseaux                                                                            | Accompagne un convoi pour les Antilles. Les trois combats de Monsieur Guichen, 17 avril, 15 et 19 mai. Il accompagne la flotte espagnole à Saint-Domingue. Il revient à Cadix avec un convoi. |
| 1780                                      | Brest                                     | chevalier de Ternay                           | 2 mai-19 juillet                          | 7 vaisseaux 3 frégates                                                                  | L'escadre accompagne l'armée auxiliaire du comte de Rochambeau pour aller combattre en Amérique. Elle arrive dans le Rhode Island en juillet. |
| 1780                                      | Antilles                                  | François-Aymar de Monteil                     |                                           | 6 vaisseaux                                                                             | En croisière. |
| 1780                                      | Brest                                     | comte du Chaffault                            |                                           |                                                                                         | Il commande la flotte combinée française et espagnole dans la Manche. Il refuse en août de servir à Cadix. |
| 1781                                      | Brest                                     | bailli de Suffren                             | 22 mars -                                 | 5 vaisseaux, 1 frégate, 1 corvette                                                      | Voyage vers l'Inde. Bataille de Porto Praya le 16 avril. |
| 1781                                      | Brest                                     | comte de Grasse                               | 22 mars                                   | 20 vaisseaux 3 frégates, 2 cotres                                                       | Il accompagne un convoi vers les Antilles. |
| 1781                                      | Antilles                                  | comte de Grasse                               | 29 avril - fin de l'année                 | 20 à 28 vaisseaux                                                                       | Premier combat contre la flotte de l'amiral Hood à la bataille de Fort-Royal et fait un blocus de Fort-Royal. Tobago, le 2 juin. Bataille de la baie de Chesapeake le 5 septembre. Blocus de Yorktown du 28 septembre au 19 octobre . Revient aux Antilles pour aider le marquis de Bouillé. |
| 1781                                      | Brest                                     | La Motte-Picquet                              | 2 mai-23 mai                              | 6 vaisseaux                                                                             | En croisière. Le 12 mai, l'escadre intercepte le convoi chargé du butin de l'amiral Rodney qui venait de piller les entrepôts de la Compagnie hollandaise à Saint-Eustache : 22 transports sont capturés. . |
| 1781                                      | Brest                                     | comte de Guichen                              | 25 juin-5 septembre                       | 24 vaisseaux                                                                            | Croisière à Minorque dans la flotte combinée franco-espagnole. |
| 1781                                      | Brest                                     | comte de Guichen                              | 10 décembre-                              | 12 vaisseaux 1 frégate 2 vaisseaux                                                      | Il perd la seconde bataille d'Ouessant, le 12 décembre 1781, contre la flotte de l'amiral Kempenfelt qui s'empare d'un gros convoi de matériel, de munitions, de vivres pour le comte de Grasse, aux Antilles. L'escadre du comte de Guichen devait rejoindre ensuite l'armada espagnole à Cadix. 2 vaisseaux supplémentaires étaient destinés au bailli de Suffren.                                                                |
| 1781                                      | Antilles                                  | François-Aymar de Monteil                     |                                           | 4 vaisseaux                                                                             | Stationne à La Havane. Bataille de Pensacola, le 9 mai 1781. |
| 1782                                      | Antilles                                  | comte de Grasse                               | 11 janvier -                              | 28 vaisseaux 30 vaisseaux                                                               | Prise de Saint-Christophe le 12 février Défaite des Saintes les 9 et 12 avril |
| 1782                                      | Brest-Cadix                               | comte de Guichen                              | 14 - 28 février                           | 5 vaisseaux                                                                             | Escorte deux convois vers les Antilles et l'Inde puis rejoint l'armée navale combinée franco-espagnole qui poursuit le siège de Gibraltar. |
| 1782                                      | Brest                                     | Claude Mithon de Senneville                   | 11 février-                               | 3 vaisseaux                                                                             | Division pour les Antilles. |
| 1782                                      | Brest                                     | Antoine Alexis de Perier de Salvert           | 11 février-                               | 3 vaisseaux                                                                             | Division pour l'Inde |
| 1782                                      | Brest-Cadix                               | La Motte-Picquet                              | 11 - 28 février                           | 4 vaisseaux                                                                             | En croisière, rejoint Guichen à Cadix. |
| 1782                                      | Cadix                                     | comte de Guichen                              | 5 mars-30 avril                           |                                                                                         | 1re croisière de l'armée combinée franco-espagnole. |
| 1782                                      | Antilles                                  | Jean-François de La Pérouse                   | 31 mai-2 septembre                        | 1 vaisseau, 2 frégates                                                                  | Expédition de la baie d'Hudson. |
| 1782                                      | Cadix                                     | comte de Guichen La Motte-Picquet             | 13 juin-6 septembre                       | 32 vaisseaux espagnols et français 8 vaisseaux français                                 | 2e croisière de l'armée combinée franco-espagnole. L'amiral Howe réussit à s'échapper le 12 juillet. |
| 1782                                      | Cap-Français                              | Louis-Philippe de Vaudreuil                   | 4 juillet-                                | 18 vaisseaux                                                                            | Protection de Boston à partir du 10 août |
| 1782                                      | Boston                                    | Jean-François de La Pérouse Latouche-Tréville |                                           | 2 vaisseaux                                                                             | Louis-Philippe de Vaudreuil envoie une expédition vers le Canada : bataille navale de Louisbourg le |
| 1782                                      | Antilles                                  | Louis-Philippe de Vaudreuil                   |                                           |                                                                                         | Accompagne 2 convois pour la France. |
| 1782                                      | Amérique centrale                         | Armand de Kersaint                            |                                           | 5 vaisseaux                                                                             | Il prend les établissements de Démérara le 22 janvier et d'Essequibo le 5 février. |
| 1782                                      | Océan indien                              | bailli de Suffren                             |                                           | 12 vaisseaux                                                                            | Bataille de Sadras, le 17 février, Bataille de Gondelour le 3 avril, Bataille de Provédien, le 12 avril, Bataille de Négapatam le 6 juillet, Bataille de Trinquemalay, du 25 août au 3 septembre. |
| 1783                                      | Cadix                                     | comte d'Estaing                               |                                           | 23 vaisseaux                                                                            | Siège de Gibraltar |
| 1783                                      | Boston                                    | Louis-Philippe de Vaudreuil                   |                                           | 17 vaisseaux                                                                            | Protection de Boston |
| 1783                                      | Océan indien                              | bailli de Suffren                             |                                           | 15 vaisseaux                                                                            | Bataille de Gondelour, le 20 juin 1783. |